# Davao
Davao és una ciutat de l'illa de Mindanao, a les Filipines. Amb una superfície de 2,443.61 km², i una població de 1.632.991 habitants el 2015, és la més gran del país i la més poblada fora de Metro Manila.
Situada als peus del Volcà Apo, ha experimentat un fort creixement demogràfic com a causa de la immigració japonesa. És un important centre agrícola i comercial, que destaca pel conreu d'abacà, arròs, copra, cacau, cautxú o cocoters.
El President de les Filipines Rodrigo Duterte va ser alcalde de la ciutat durant 22 anys, moment en què va cedir el lloc a la seva filla Sara Duterte-Carpio. La ciutat té un alt índex de criminalitat malgrat la política de mà dura que Duterte aplicà durant anys, en els que arribà a finançar grups d'"esquadrons de la mort", als que s'acusà de matar fins a 1400 persones.